# Angola i olympiska sommarspelen 2000
Angola deltog i de olympiska sommarspelen 2000 med en trupp bestående av 30 deltagare, 15 män och 15 kvinnor, men ingen av landets deltagare erövrade någon medalj.

## Basket
Herrar
Gruppspel
| Kanada      | 4 | 1 | 433 | 373 | +60  | 9 | 1W–0L |
| Jugoslavien | 4 | 1 | 372 | 338 | +34  | 9 | 0W–1L |
| Australien  | 3 | 2 | 408 | 407 | +1   | 8 | 1W–0L |
| Ryssland    | 3 | 2 | 367 | 328 | +39  | 8 | 0W–1L |
| Spanien     | 1 | 4 | 349 | 376 | −27  | 6 |       |
| Angola      | 0 | 5 | 303 | 410 | −107 | 5 |       |

## Friidrott
Herrarnas maraton
| Namn          | Final   | Placering  |
| ------------- | ------- | ---------- |
| João N'Tyamba | 2:16:43 | 17:e plats |

Damernas 800 meter
| Namn             | Omgång 1 | Semifinal | Final | Placering  |
| ---------------- | -------- | --------- | ----- | ---------- |
| Delfina Cassinda | 2:15,02  | -         | -     | 35:e plats |

## Handboll
Damer
Gruppspel
| Lag       | Pld | W | D | L | GF  | GA  | GD  | Poäng |
| --------- | --- | - | - | - | --- | --- | --- | ----- |
| Sydkorea  | 4   | 4 | 0 | 0 | 131 | 100 | +31 | 8     |
| Ungern    | 4   | 2 | 1 | 1 | 119 | 106 | +13 | 5     |
| Frankrike | 4   | 2 | 0 | 2 | 90  | 93  | -3  | 4     |
| Rumänien  | 4   | 1 | 1 | 2 | 99  | 101 | -2  | 3     |
| Angola    | 4   | 0 | 0 | 4 | 98  | 137 | -39 | 0     |